# Mission permanente du Mexique en Serbie
La mission permanente du Mexique en Serbie est l'ambassade des États-Unis mexicains en république de Serbie. 

## Description
Elle a son siège officiel dans la ville de Belgrade. L'ambassade a pour démarcation officielle la totalité de la république de Serbie et est, en même temps, accréditée en Bosnie-Herzégovine, au Monténégro et en république de Macédoine, des pays résultants du démembrement, à partir de juin 1991, des États fédérés qui faisaient partie de la république fédérative socialiste de Yougoslavie. 

## Histoire
Le Mexique a établi des relations diplomatiques avec la république fédérative populaire de Yougoslavie le 24 mai 1946. Avant l'ouverture de l'ambassade, un consulat honoraire a fonctionné dans la ville de Belgrade. On ignore quand il a été ouvert, qui a été à sa tête ni non plus les circonstances dans lesquelles il a été fermé.
L'ambassade du Mexique a été ouverte en 1951 par le conseiller du service extérieur mexicain Oscar Crespo y de la Serna. Le premier ambassadeur mexicain résidant à Belgrade a été le général de division Cristóbal Guzmán Cárdenas.
Après la désintégration de la république fédérative socialiste de Yougoslavie, le Mexique a maintenu ses relations avec la république fédérale de Yougoslavie comme successeur de celle-là et a établi, le 15 août 2001, des relations diplomatiques avec la Bosnie-Herzégovine, le 4 octobre 2001 avec la république de Macédoine, le 22 mai 1992 avec la Slovénie et le 6 décembre 1992 avec la Croatie. À partir de mars 2002 l'ambassade du Mexique en Serbie est accréditée, en même temps, auprès de la Bosnie-Herzégovine et de la république de Macédoine. À la suite de sa séparation de la communauté d'États Serbie-et-Monténégro (comme successeur de la république fédérale de Yougoslavie), le Monténégro a déclaré le renouvellement de son indépendance le 3 juin 2006. Le Mexique a reconnu le Monténégro le 19 juin 2006 et a établi des relations diplomatiques avec cette république le 5 juin 2007. À partir du 29 août 2007 l'ambassade du Mexique en Serbie est aussi accréditée auprès du Monténégro.

## Chefs de mission du Mexique en Serbie (Yougoslavie)
| Nom                                         | Fonction | Investiture       | Présentation des lettres de créance | Fin de mission    |
| ------------------------------------------- | -------- | ----------------- | ----------------------------------- | ----------------- |
| José Maximiliano Alfonso de Rosenzweig Díaz | AEP      | 8 juin 1946       | 28 novembre 1946                    | 30 juin 1947      |
| Francisco del Río y Cañedo                  | AEP      | 1er août 1947     | 22 janvier 1948                     | 15 mars 1950      |
| Víctor Fernández Manero                     | AEP      | 1er février 1950  | 30 juin 1950                        | 5 septembre 1951  |
| Cristóbal Guzmán Cárdenas                   | AEP      | 4 août 1951,      | 1er octobre 1951                    | 15 avril 1952     |
| Jorge de la Vega Caso                       | CAai     | 31 août 1952      | -----                               | 24 août 1953      |
| Eduardo Morillo Safa-Briones                | AEP      | 21 juillet 1953   | 24 août 1953                        | 21 novembre 1953  |
| Jorge de la Vega Caso                       | CAai     | 21 novembre 1953  | -----                               | 12 août 1954      |
| Juan Manuel Alcaraz Tornel                  | CAai     | 12 août 1954      | -----                               | 15 septembre 1955 |
| Federico Amaya Rodríguez                    | AEP      | 23 août 1955      | 15 septembre 1955                   | 1er novembre 1957 |
| Armando González Mendoza                    | CAai     | 1er novembre 1957 | -----                               | 19 juin 1958      |
| Vicente Luis Ignacio Benéitez y Clavarie    | AEP      | 12 mars 1958      | 19 juin 1958                        | 23 décembre 1960  |
| Luis Gómez Luna                             | CAai     | 24 septembre 1960 | -----                               | 1er novembre 1961 |
| Delfín Sánchez Juárez Lazo                  | AEP      | 15 août 1961      | pas de donnée                       | 1er février 1965  |
| Natalio Vázquez Pallares                    | AEP      | 1er mai 1965      | 26 mai 1965                         | 1er août 1968     |
| Ramón Ruiz Vasconcelos                      | AEP      | 9 juillet 1968    | pas de donnée                       | 11 août 1971      |
| Eduardo Enrique Solís Mayora                | CAai     | 11 août 1971      | -----                               | mai 1972          |
| Ivonne Loyola Escobedo                      | CAai     | août 1972         | -----                               | août 1973         |
| Manuel Martínez del Sobral y Penichet       | CAai     | septembre 1973    | -----                               | octobre 1974      |
| Emilio Calderón Puig                        | AEP      | 2 janvier 1976    | 23 janvier 1976                     | 28 mars 1977      |
| Jorge Eduardo Navarrete López               | AEP      | 22 mars 1977      | 19 avril 1977                       | 8 décembre 1978   |
| Perla María Carvalho Soto                   | CAai     | 8 décembre 1978   | -----                               | 17 avril 1979     |
| Omar Martínez Legorreta                     | AEP      | 30 janvier 1979   | 17 avril 1979                       | 18 mars 1981      |
| José Héctor Ibarra Morales                  | CAai     | 25 mars 1981      | -----                               | 21 septembre 1981 |
| Javier Gaspar Wimer Zambrano                | AEP      | 22 juillet 1981   | 21 septembre 1981                   | 23 décembre 1982  |
| José Héctor Ibarra Morales                  | CAai     | 23 décembre 1982  | -----                               | 15 mars 1983      |
| Francisco López Cámara                      | AEP      | 9 février 1983    | 15 mars 1983                        | 29 mai 1987       |
| Henrique González Casanova del Valle        | AEP      | 30 avril 1987     | 1er juin 1987                       | 1er décembre 1990 |
| María del Socorro Cabrera Murillo           | CAai     | 1er décembre 1990 | -----                               | 8 mai 1991        |
| Agustín García-López Santaolalla            | AEP      | 21 février 1991   | 8 mai 1991                          | 14 mai 1992       |
| Carlos Isauro Félix Corona                  | CAai     | 21 janvier 1992   | -----                               | 12 mai 1994       |
| Gonzalo Ernesto Aguirre Enrile              | CAai     | 16 mai 1994       | -----                               | 15 octobre 1994   |
| Carlos Virgilio Ferrer Argote               | CAai     | 13 octobre 1994   | -----                               | 18 novembre 1996  |
| Carlos Ignacio González Magallón            | AEP      | 4 septembre 1996  | 4 décembre 1996                     | 17 septembre 1999 |
| Carlos Alejandro Rodríguez y Quezada        | AEP      | 8 mars 2000       | 25 avril 2000                       | 21 décembre 2004  |
| Eduardo Héctor Moguel Flores                | CAai     | 23 février 2005   | 22 mars 2005                        | 9 septembre 2009  |
| Mercedes Felícitas Ruiz Zapata              | AEP      | 3 mars 2009       | 9 septembre 2009                    |                   |

## Observation
Les mentions relatifs à la république fédérative populaire de Yougoslavie, la république fédérative socialiste de Yougoslavie, la république fédérale de Yougoslavie, la communauté d'États Serbie-et-Monténégro et la république de Serbie sont uniquement faits dans son contexte historique et dans l'enceinte de la succession d'États (qui s'occupe des séquelles de son extinction) puisque, dans l'enceinte du droit international, la deuxième république est le successeur unique de la personnalité juridique et substitut dans la responsabilité (presque toutes compétences et obligations) des relations internationales du territoire auquel la succession de la première se rapporte; la troisième de la deuxième; la quatrième de la troisième, et la cinquième de la quatrième.
Dans ce sens, les relations diplomatiques du Mexique avec les pays cités ci-dessus ont été réglées par le principe de continuité (un transfert immédiat des droits et des obligations conventionnelles de l'État prédécesseur au successeur); c'est-à-dire que, pour tous les effets légaux, les relations diplomatiques du Mexique avec la république de Serbie datent à partir du 24 mai 1946, comme si tel aurait été le nom de l'État avec lequel le Mexique les établissait originellement.